# Hyalarcta ptiloclada
Hyalarcta ptiloclada är en fjärilsart som beskrevs av Edward Meyrick och Oswald Beltram Lower 1907. Hyalarcta ptiloclada ingår i släktet Hyalarcta och familjen säckspinnare. Inga underarter finns listade i Catalogue of Life.